# Pandanus kurandaensis
Pandanus kurandaensis är en enhjärtbladig växtart som beskrevs av Harold St.John. Pandanus kurandaensis ingår i släktet Pandanus och familjen Pandanaceae. Inga underarter finns listade.